# Mark Morganelli
Mark Morganelli (geb. vor 1979) ist ein US-amerikanischer Jazz-Trompeter, Flügelhornist sowie Promoter und Produzent.
Mark Morganelli wurde im Bereich des Jazz in New York City vor allem seit 1979 als Promoter der Reihe Jazz Forum Arts und Produzent des reaktivierten Labels Candid Records bekannt; daneben nahm er in unregelmäßigen Abständen auch einige Alben unter eigenem Namen auf, wie 1990 das Album Speak Low – Live at Birdland mit Kenny Barron, Ron Carter und Jimmy Cobb, das im Rahmen der von ihm organisierten Jam-Sessions der International Association of Jazz Educators Conference entstanden ist. 1991 wirkte er an der Seite von Claudio Roditi an Paquito D’Riveras Candid-Album Who's Smoking? mit. Gemeinsam mit den Count Basie-Alumni Harry Sweets Edison, Clark Terry, Seldon Powell, Roland Hanna, Bucky Pizzarelli, Milt Hinton und Bobby Durham nahm er 1992 das Album Swinging for the Count auf. Ein zweites Album unter eigenem Namen entstand 2002 mit dem Saxophonisten Houston Person.
Morganelli organisierte insbesondere Auftritte der Hardbop-Szene, wie von Art Blakey, Wynton Marsalis, Woody Shaw, Red Rodney, Carmen McRae, Barry Harris und Max Roach, außerdem das Konzert zur Feier von Dizzy Gillespies 75sten Geburtstag in der Carnegie Hall und produzierte eine Konzertreihe im Lincoln Center und 1985 das Riverside Park Arts Festival. Daneben tritt er regelmäßig mit den Jazz Forum All-Stars auf, u. a. mit Cameron Brown und dem Gitarristen John Hart sowie in Italien und auf dem Kreuzfahrtschiff QE2.

In seiner Eigenschaft als Produzent wirkte Morganelli an über vierzig Alben von Candid Records mit, die meisten entstanden als Live-Mitschnitte aus dem New Yorker Birdland, wo er für fünf Jahre als Koordinator fungierte.

## Diskographische Hinweise
- Speak Low (Candid, 1990)
- My Romance (Jazz Forum Arts, 2002) mit Houston Person